# برندن فلچر
برندن فلچر (به انگلیسی: Brendan Fletcher) (زاده ۱۵ دسامبر ۱۹۸۱) بازیگر کانادایی است.
از فیلم‌های معروف او می‌توان به بازی در فیلم برش نهایی، تحریف شده، حواس پنج‌گانه و اقیانوس آرام اشاره کرد.